# Häsrät Cäfärov
Häsrät Valeh oğlu Cäfärov (azerbajdzjanska: Həsrət Valeh oğlu Cəfərov), född 5 oktober 2002, är en azerisk brottare som tävlar i grekisk-romersk stil.

## Karriär
Vid EM 2025 i Bratislava tog Cäfärov guld i 67 kg-klassen efter att ha besegrat bulgariske Abu-Muslim Amajev i finalen.